# Bolbochromus
Bolbochromus es un género de coleóptero de la familia Geotrupidae.

## Especies
Las especies de este género son:
- Bolbochromus catenatus
- Bolbochromus celebensis
- Bolbochromus hirokawai
- Bolbochromus laetus
- Bolbochromus lineatus
- Bolbochromus ludekingi
- Bolbochromus nigerrimus
- Bolbochromus nigriceps
- Bolbochromus plagiatus
- Bolbochromus posticalus
- Bolbochromus ryukyuensis
- Bolbochromus sulcicollis